# إليزابيث باغريف سبيرانسكي
إليزابيث باغريف سبيرانسكي (أيضًا إليزافيتا ميخائيلوفنا سبيرانسكايا، 5 سبتمبر 1799 (التقويم القديم) /16 سبتمبر 1799 (التقويم الجديد) -4 أبريل 1857) نبيلة وكاتبة روسية. كانت الطفلة الوحيدة لرجل الدولة ميخائيل سبيرانسكي وزوجته الإنجليزية إليزابيث ستيفنز. كان عمرها شهرين عندما توفيت والدتها، فربتها جدتها إليزا ستيفنز (بلانتا قبل الزواج)، وتلقت تعليمها على يد والدها. تضمنت دراساتها التاريخ والتأليف والقراءة والأدب واللغات الإنجليزية والفرنسية والألمانية والإيطالية واللاتينية والروسية. أمضت طفولتها في أماكن مختلفة بغية تحسين حالتها الصحية، بما في ذلك سانت بطرسبرغ وكييف ونوفغورود أوبلاست، لكنها زارت أيضًا والدها الذي نُفي من العاصمة من عام 1812 حتى عام 1821. اجتازت امتحان الدولة لتكون معلمة منزلية في عام 1819، وبدأت في تعليم الأطفال.
تزوجت سبيرانسكايا من الأمير ألكسندر فرولوف باغريف حاكم مقاطعة تشرنيغوف في عام 1822. كان للزوجين ثلاثة أطفال، وتوفي أصغرهم عندما كان في عمر السنتين. لم يناسبا بعضهما تمامًا، لأنها كانت فاتنة ومضيفة صالونات، وكان هو كئيبًا وقليل الكلام. تسبب فشل فرولوف باغريف في إدارة أعماله وشؤونهما الشخصية في حدوث انقسام بين الزوجين في عام 1838 ظل دون تسوية. باعت مجوهراتها لتسديد ديونه التجارية، واضطر والدها إلى إعادة التفاوض بشأن ديونه لمنع خسارة ممتلكاتهم في فيليكا بوريمكا في أوكرانيا. بدأت سبيرانسكايا السفر كوسيلة للتغلب على مشاكلها، وزارت المدن الأوروبية، بما في ذلك المنتجع الهولندي سخيفنينيان، وقرى السبا في بافاريا وفيينا وسالزبورغ في النمسا، ولوسيرن في سويسرا، وأماكن مختلفة في شمال إيطاليا. بدأت الكتابة عام 1828، ونشرت القصص والمسرحيات لأطفالها، وكتبت الشعر في رحلاتها.
تولت إدارة الممتلكات في فيليكا بوريمكا عام 1842، وبنت المدارس، ودور الأيتام، ومصنعًا للجعة والتقطير، وأسست في مجال أعمال الطوب ومحلات النجارة والمصانع والمطاحن، وأعادت تنظيم المستشفى. أحضرت حرفيين بارعين لتدريب القرويين على العمل في هذه المؤسسات. سافرت سبارانسكايا بعد أربع سنوات من العمل الشاق ووفاة ابنها وزواج ابنتها المعلق، إلى بروكسل، ثم إلى بازل وجنيف في سويسرا، ومرت بفلورنسا والبندقية وتريست قبل أن تحجّ إلى مصر والأراضي المقدسة.
عادت سبيرانسكايا إلى أوكرانيا في عام 1847، لمنع صهرها الجديد الأمير روديون نيكولايفيتش كانتاكوزين من تولي إدارة ممتلكاتها، وأدارت ممتلكات فيليكا بوريمكا للسنوات الثلاث التالية حتى تدهورت صحتها. رتبت لتسليم ابنتها وصهرها إدارة التركة ومشاركة الأرباح معها، أثناء سفرها إلى فيينا لطلب العلاج الطبي. حاولوا بيع بعض الممتلكات وتمكنوا من تقليل ديونهم، في الوقت الذي كانت فيه مريضة جدًا ولم تتمكن من ردعهم. أعادت سبيرانسكايا إحياء دورها كمضيفة لصالون معروف- كإلهاء عن مشاكلها القانونية والجسدية- وبدأت الكتابة والنشر تحت اللقب باغريف سبيرانسكي، وألفت 32 كتابًا بين عامي 1852-1857، معظمهم بالفرنسية والألمانية. شملت المؤلفات النصوص الدينية ورسومات السفر وقصص الحياة في الإمبراطورية الروسية والروايات والمسرحيات وكتب الأطفال.
حظيت كتاباتها بشعبية لدى الجماهير الأوروبية واكتسبت آراء إيجابية من باحثين مثل جاكوب فيليب فالميراير وبروسبر ميريميه. توفيت إليزابيث باغريف سبيرانسكي في 4 أبريل 1857 في فيينا. وُصِفت هي ووالدها برسومات كاريكاتورية غير مواتية في رواية الكونت ليو تولستوي الكلاسيكية «الحرب والسلام» لكن الدراسات الحديثة استعرضت الرسائل المتبادلة بين الأب وابنته والتي دحضت تصوير تولستوي. ذُكرت في العديد من مراجع السير الذاتية في القرن التاسع عشر وأوائل القرن العشرين، بينما تجدد الاهتمام بحياتها وعملها في السنوات الأخيرة.

## النشأة والتعليم
ولدت إليزافيتا ميخائيلوفنا سبيرانسكايا في 16 سبتمبر 1799 (التقويم الجديد) في سانت بطرسبرغ، في الإمبراطورية الروسية، ووالداها ميخائيل سبيرانسكي وإليزابيث جين (ستيفنز قبل الزواج). كانت ستيفنز ابنة المرأة الإنجليزية إليزا ستيفنز (بلانتا قبل الزواج)، وقد انتقلت مع والدتها إلى روسيا حوالي عام 1789، بعد وفاة والدها القس هنري ستيفنز. عملت إليزا كمربية للكونتيسة كاثرين شوفالوفا، التي سمحت لأطفالها إليزابيث وماريان وفرانسيس بالعيش مع والدتهم. التقت ستيفنز بميخائيل سبيرانسكي عام 1797 أثناء الدراسة مع أندرو سامبورسكي في كوخه الصيفي. تخرج سبيرانسكي من مدرسة ألكسندر نيفسكي، وعمل في الخدمة المدنية في نفس العام. تزوج الزوجان في نهاية عام 1798، لكن ستيفنز توفيت بسبب مرض السل في نوفمبر 1799، بعد شهرين من ولادة ابنتهما. تأثر سبيرانسكي بوفاة زوجته ودفنها بنفسه. أرسل ابنته للعيش مع ممرضة سابقة لعائلة ستيفنز، والتي عاشت في فيبورغسكايا إمبانكمينت مقابل جزيرة أبتيكارسكي. طلب مساعدة حماته في عام 1801، عندما رُقّي للعمل «كمساعد وزير العدل، وحاكم فنلندا، ومستشار خاص، ووزير خارجية» لقيصر روسيا الجديد ألكسندر.
كانت إليزا في فيينا عندما توفيت ابنتها، إذ كانت ألكسندرا شوفالوفا، قد تزوجت من أمير ديتريششتاين فرانز جوزيف عام 1797، وانتقلت إلى هناك. تمكنت إليزا في عام 1801، من العودة إلى سانت بطرسبرغ وانتقلت إلى منزل سبيرانسكي لرعاية سبيرانسكايا. انتقلت عائلة إليزا في العام التالي عندما تزوجت ماريان عمة سبيرانسكايا من كونستانتين زلوبين، مع سبيرانسكايا جميعًا إلى منزل والد زوج ماريان، فاسيلي زلوبين. واجه الزوجان صعوبات في غضون ستة أشهر، واقترح فاسيلي- الذي كان مولعًا بزوجة ابنه- انفصالًا مؤقتًا، فأرسل ماريان وعائلتها إلى بلدوني (الآن في لاتفيا) للاستمتاع بمنتجع المياه الكبريتية هناك. كان قد مر عام على هذا الانفصال عندما عادوا في الخريف، حاول بعدها فاسيلي عبثًا التفاوض على المصالحة، ولم ينفصل الزوجان حتى عام 1810.
عادت عائلة ستيفنز للعيش مع سبيرانسكي لفترة وجيزة، ولكن بسبب حالة سبيرانسكايا الصحية، غادروا سانت بطرسبرغ إلى كييف (الآن في أوكرانيا)، حيث مكثوا حتى عام 1809. اشترى سبيرانسكي في ذلك العام منزلًا في سانت بطرسبرغ بالقرب من حديقة تاورايد، وعادت الأسرة عندما تحسنت حالة سبيرانسكايا الصحية. توفيت ماريان في عام 1811، تاركة عقارها في فيليكوبولي في نوفغورود أوبلاست لابنة أختها سبيرانسكايا. أُرسل والدها إلى المنفى في مارس عام 1812، بعد أن فقد امتيازه عند القيصر، لعدم قدرته على التعاون مع النبلاء الروس أو التصالح معهم. ترك رسالة لسبيرانسكايا مفادها أن عليها وجدتها الانضمام إليه في نيجني نوفغورود، في أقرب وقت ممكن.
طور سبيرانسكي بمجرد لم شمل العائلة، برنامجًا تعليميًا لابنته، وعلمها التاريخ والتأليف والقراءة والأدب ولغات مختلفة. تعلمت الألمانية من خلال قراءة الكتاب المقدس وعمل فريدريش شيلر (عذراء أورليان) ودرست أيضًا أعمال ويليام شكسبير. اكتسبت طلاقة في اللغة الإنجليزية والفرنسية والألمانية والروسية، وتعلمت قراءة اللاتينية والكتابة بالإيطالية. انفصل سبيرانسكي عن ابنته وأرسل إلى الحدود السيبيرية بالقرب من بيرم في أواخر صيف 1812، وظل مشرفًا على تعليم ابنته رغم انفصالهما. أُعيدت هي وجدتها إلى سانت بطرسبرغ في نهاية عام 1813، رغم زيارتهما له من وقت لآخر في بيرم، وكذلك عندما نُقل إلى ملكية سبيرانسكايا في فيليكوبولي بالقرب من نوفغورود.
جاء عن المؤرخ مارك رايف أن إليزا وسبيرانسكايا أمدّتاه بالمال للعيش في المنفى، وأشار كل من رايف وويليام بلاكوود إلى مقدرة الابنة- عندما واجه سبيرانسكي مشكلة في تسليم الرسائل إلى القيصر ألكسندر واصفًا فقره- على تسليم رسائله إلى الإمبراطور، الذي خصص لأبيها راتبًا سنويًا. طلب سبيرانسكي في بداية عام 1814 من ليزا أو ليز أن تعود ابنته إلى فيليكوبولي، حيث انضم إليها في وقت لاحق من ذات العام، وعاد أيضًا إلى الخدمة الحكومية في مناصب إقليمية مختلفة. أرسل سبيرانسكي إليزا للعيش في كييف في عام 1815، حيث توفيت في نهاية العام. عادت سبيرانسكايا إلى سانت بطرسبرغ، حيث أقامت مع صديقة العائلة زوجة طبيب عائلة شوفالوفا، ماريا ويكارد (أمبرغر قبل الزواج).